# Дал-Текс-билдинг

Президентский кортеж на фоне «Дал-Текс» (здание с пожарной лестницей). По Спрагу, из одного из окон второго этажа только что стреляли.

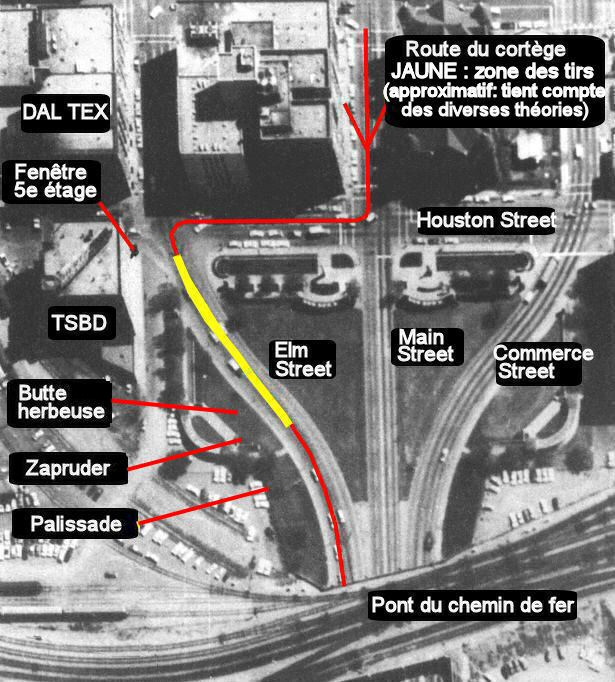
Аэроснимок района Дили-плаза и маршрут президентского кортежа. Dal Tex — в левом верхнем углу, TSBD — здание книгохранилища.

«Дал-Текс-билдинг» (англ. Dal-Tex Building, также Dallas-Textiles Building, Dal-Tex Market Building, Dal-Tex Mart Building) — семиэтажное офисное здание по адресу Элм-стрит, 501, Даллас, Техас, США. Известно в связи с убийством президента США Джона Кеннеди 22 ноября 1963 года. 
Согласно некоторым альтернативным теориям, в Кеннеди стреляли из окна этого здания, а не только из школьного книгохранилища, находящегося по соседству. Так, по мнению Ричарда Спрага, один из четырёх стрелков находился на втором этаже «Дал-Текс», произвёл два из шести выстрелов и ранил Кеннеди в спину.
В «Дал-Текс-билдинг» находился офис Абрахама Запрудера, предпринимателя, который заснял убийство Кеннеди на киноплёнку.